# Nongstoin
Nongstoin es una localidad de la India, centro administrativo del distrito de West Khasi Hills, en el estado de Meghalaya.

## Geografía
Se encuentra a una altitud de 1329 m s. n. m. a 94 km de la capital estatal, Shillong, en la zona horaria UTC +5:30.
Las cataratas Langshiang están ubicadas a 24 kilómetros (15 millas) de Nongstoin.

## Demografía
Según estimación 2010 contaba con una población de 34 104 habitantes.